# Бочечкаров, Сергей Петрович
Сергей Петрович Бочечкаров — русский военный деятель, генерал-майор, председатель комиссии военного суда Архангельского порта.

## Биография
16 (28) июля 1821 года поступил кадетом в Морской корпус, 6 (18) июня 1822 года был произведен в гардемарины, в 1824 году ходил на фрегате «Лёгкий» к острову Исландия, в 1825 году на фрегате «Вестовой» крейсировал в Балтийском море. В 1826 году на линкоре «Азов», под командой капитана І ранга М. П. Лазарева, перешёл из Архангельска в Кронштадт, в 1827 году на линейном корабле «Эммануил» ходил в Англию, в 1828—1830 гг. на фрегате «Александра» перешёл из Кронштадта на Мальту, крейсировал в Эгейском и Адриатическом морях, участвовал в блокаде Дарданелл, после чего был переведен на бриг «Таллак». В 1829 г. произведен в мичманы, оставлен в офицерском классе (Николаевская морская академия) и плавал с кадетами на яхте «Голубка».
В 1831 году Бочечкаров был произведен в лейтенанты и участвовал на том же бриге, под командой капитана-лейтенанта Замыцкого, в сражении 27 июля того же года в Монастырской бухте острова Порос с греческими инсургентами, занявшими корвет «Специя» и крепость во время событий гражданской войны в Греции 1831—1832 годов.
В 1832—1833 годах он на том же бриге плавал в Архипелаге и затем перешёл в Севастополь, откуда берегом возвратился в Кронштадт; в 1834—1837 гг. на фрегате «Нева» и корабле «Кульм» плавал в Балтийском море, в 1838 г. командовал брандвахтенной шхуной «Радуга» на кронштадтском рейде, после чего ежегодно ходил во внутреннем плавании.
С 1853 г. командовал линейным кораблём «Прохор» в Финском заливе, а в 1854 г. участвовал в защите Свеаборга от нападения англо-французского флота.
В 1855 г. Бочечкаров командовал 8-м батальоном кронштадтской гребной флотилии при защите Кронштадта от нападения неприятельского флота, в 1856 г. назначен командиром резервного экипажа 2 бригады 3 флотской дивизии в Гельсингфорсе, в 1858 г. назначен презусом комиссии военного суда при Архангельском порте, а в 1860 г. произведен в генерал-майоры с увольнением от службы.

## Награды
- Орден Святого Георгия 4 степени (1851)